# アラビアンジュエル
Arabian Jewel(アラビアンジュエル)は2010年にセガから発表されたメダルゲームである。

## 概要
4箇所のサテライトそれぞれの筐体に2つずつメダルの投入口があり、最大8人同時プレーが可能なプッシャーゲームである。
マシン中央に大量のジュエルとメダルが乗った全サテライト共通のプッシャーフィールドがあり、そこから自分のフィールドにジュエルを落とし、ジュエルを自分のフィールドから落とすことで様々な特典を受けることができる。
自分のフィールドから落ちたジュエルは螺旋状のレールによって各サテライトにあるジュエルチェッカーへと運ばれる。
共通フィールドを搭載した業界初のマシンである。
部品調達難に伴い、2022年2月28日を以って修理サポートが終了する予定。

## 遊び方
- メダル投入口にメダルを投入する

手元に2ヶ所ある投入口からフィールドにメダルを投入する。
- ジュエルを落とす

本作はジュエルをフィールドから落とすことで様々なフィーチャーを受けることができる。4種類のスモールジュエルと3種類のビッグジュエルが存在する。

## ジュエルの種類

### スモールジュエル
筺体内にあるジュエルの数は、ピンク＞イエロー＞グリーン＞パープルの順に少なくなり(これは店によって設定の変更が可能)、数が少ない種類のジュエルほど、多くの恩恵を受けることができる。自分のフィールドから落ちたジュエルは色判定を行いジュエルチェッカーへと導かれる。ジュエルチェッカー認識後、各種ジュエルの抽選を行うがその際ジュエルリターン（もう一度自分のフィールドに戻す）抽選も行われる（▽マークが点灯するともう一度自分のフィールドに戻され、点灯しないとプッシャーフィールドに戻される）。
- ピンクジュエル（ジュエルリターン抽選の対象）

ルーレットに挑戦し、3枚払い出し・10枚払い出し・鍵・ボーナスプッシャー(枚数は1つにつき15枚、店によっては20枚)のいずれかを獲得できる。鍵は7つためると下記のエクストラボーナスを獲得できる。
- イエロージュエル（ジュエルリターン抽選の対象）

スゴロクに挑戦できる。進むマスの数は+1・+3・REGET・ドクロマークのいずれかをルーレットで決定。+1・+3の場合は進んだ先のマスの、REGETの場合は現在止まっているマスのメダルの払い出しを受けることができる。ドクロマークの場合は振り出しに戻され、払い出しも無い。
100（ゴール）に到達した場合は、REGET・ドクロマークの二つに限定して抽選が行われる。また、30・50・80枚のマスに止まった場合はメダルは払い出されないが、マスに書かれている枚数でボーナスプッシャーに挑戦できる。
- グリーンジュエル（ジュエルリターン抽選の対象外）

イエローと同様、スゴロクに挑戦できるが、止まったマスの2倍のメダルの払い出しを受けることができる。30・50・80枚のマスに止まった場合も同様に、マスに書かれている枚数の2倍の枚数でボーナスプッシャーに挑戦できる。
- パープルジュエル（ジュエルリターン抽選の対象）

必ずボーナスプッシャーに挑戦できる。枚数は1つにつき15枚、店によっては20枚。

### ビッグジュエル
→#ジャックポットも参照
- ビッグイエロージュエル

イエロージャックポットを獲得できる。共通プッシャーフィールドに店舗により異なるが普通2個存在する。
- ビッグブルージュエル

ブルージャックポットを獲得できる。共通プッシャーフィールドに店舗により異なるが普通3個存在する。
- ビッグレッドジュエル

レッドジャックポットチャレンジに挑戦できる。共通プッシャーフィールドに店舗により異なるが普通1個存在する。

## エクストラボーナス
後述のボーナスプッシャーからの払い出しのうち、メダルやジュエルがエクストラボーナス用の皿に落ちるとストックされる。
ピンクジュエルのルーレット抽選から得られる鍵を7つ集めることでエクストラボーナス獲得となり、この皿が傾き、フィールドにメダルやジュエルが払い出される。

## ボーナスプッシャー
ピンクジュエル・イエロージュエル・グリーンジュエルでボーナスプッシャーに当選するか、パープルジュエルをフィールドから落とすと、本作最大の特徴であるボーナスプッシャーに挑戦できる。ボーナスプッシャーは制限時間が20秒で共通プッシャーフィールドからメダル・スモールジュエル・ビッグジュエルを狙ってボタンを押し、落とすことができる。ボーナスプッシャーには連チャン機能があり、プッシャー始動後、抽選演出で最大10連チャンまで継続する。また、順番待ちなどの際に、ボーナスプッシャーの権利を得る度に、挑戦できるプッシュパワーレベルは最大ジュエル4個分までストックされ（次のボーナスプッシャーまでにストックされたパワーレベル数は、各サテライトにあるパネルで確認可能）、5回以上のボーナスプッシャーの権利を獲得した場合、次回のボーナスプッシャーに権利が持ち越される。挑戦枚数は1つのジュエルごとに最低15枚、最高で160枚（グリーンジュエルで80枚マスに止まった場合）。連チャン回数や挑戦枚数が多いとその分、多くのメダルや各種ジュエルを落としやすくなる。またジュエルを狙うポイントも重要で、できるだけセンターポイントに近い場所に自分の落としたいジュエルを合わせてプッシャーを始動させることがポイントとなる（特に最外周にビッグジュエルが存在した場合はフィールド、プッシャーテーブルの形状の関係上、センターに合わせると落としやすい）

## ジャックポット
ビッグジュエルを落とすとジャックポットのチャンスとなり、本作には各3種類のビッグジュエルに応じた、3種類のジャックポットが存在する。
- イエロージャックポット

ビッグイエロージュエルを自分のフィールドから落とすと獲得できる。
配当は今止まっているスゴロクのマスの配当×2・3・5・10倍+100枚。最低獲得枚数は110枚、最高獲得枚数は1100枚。
なお、イエロージャックポットを獲得した際は、スゴロクのマスがリセットされる。
- ブルージャックポット

ビッグブルージュエルを自分のフィールドから落とすと獲得できる。
配当は今まで貯まっていた枚数を必ず獲得できる。最低200枚（工場出荷時の初期値）、最高獲得枚数は2500枚（工場出荷時の最高配当）。また、ブルージャックポット獲得後、プッシャーフィールドに戻る際にブルージャックポットの枚数がリセットされずに上乗せされる場合があり、その場合、前回のジャックポット枚数より100枚程度多くなる。
- レッドジャックポット

ビッグレッドジュエルを自分のフィールドから落とすとレッドジャックポットチャレンジに挑戦できる。
配当は100枚・150枚・200枚・HALF JP（貯まっていたジャックポットの半分の枚数を獲得。ジャックポット枚数はリセットされない。）・JPの5種類。また、レッドジャックポットチャレンジには再始動演出が存在し、再始動演出が発生した場合、必ず200枚以上の配当を獲得できる。ラクダ群が発生した場合はJPが確定。（最低獲得枚数は300枚、最高獲得枚数は2500枚（工場出荷時の配当）

## リンク
- アラビアンジュエル 公式サイト
- 株式会社セガ　公式サイト